# Lupito de Barcelona
Lupito de Barcelona, identificado con un archidiácono llamado Sunifredo, fue un astrónomo que vivió en Barcelona a finales del siglo X, entonces parte de la Marca Hispánica entre el islámico Al-Ándalus y la cristiana Francia (en 985 pasa de la zona cristiana a la musulmana tras la conquista por Al-Mansur).
Lupito contribuyó decisivamente al conocimiento de las matemáticas árabes, incluyendo el astrolabio y el sistema numérico indo-árabigo, en la zona cristiana de Europa. Gerberto de Aurillac (más conocido como papa Silvestre II) en una carta de 984 pide a Lupito una traducción de un tratado astronómico árabe, el Sententiae astrolabii